# Babies & bathwater
"Babies & Bathwater" (titulado "Una cuestión de muerte o muerte" en Argentina, "Prioridades" en España y "Morir por amor" en otros países hispanohablantes) es el decimoctavo episodio de la primera temporada de la serie estadounidense House M.D.. Fue estrenado el 19 de abril de 2005 en Estados Unidos. y emitido el 28 de marzo de 2006 en España.
Una mujer embarazada con cáncer y su esposo, deben elegir entre que ella tenga más probabilidad de sobrevida o que la tenga el feto, postergando el nacimiento. El empresario Vogler intenta por medio del Consejo Directivo despedir a House, en el proceso despide a Wilson, e intenta hacer lo mismo con Cuddy, pero al final Vogler dimite con sus 100 millones de dólares.

## Sinopsis
El título (Babies & bathwater) quiere decir literalmente "Bebés y agua de baño". La expresión se usa en inglés como un derivado de un clásico proverbio anglosajón: "throw the baby out with the bath water" (tirar al bebé con el agua del baño), de origen alemán y también utilizado en francés (jeter le bébé avec l’eau du bain). El dicho se parece al que en español dice que hay que separar la paja del grano, para referirse a la necesidad de distinguir lo que es importante de lo que no es importante en cada cosa. La expresión abreviada "babies and bathwater" (bebés y agua de baño) también suele utilizarse para referirse a la necesidad de adoptar una decisión moderada que evite las reacciones extremas, o para indicar la presencia de dos grandes enfoques frente a cada cuestión, como sucede con la oposición entre radicales y conservadores.

### Caso principal
Naomi (Marin Hinkle) tiene 39 años y está embarazada de 28 semanas, luego de perder tres embarazos anteriores. Mientras conduce el auto con su esposo como acompañante, pierde el conocimiento por unos segundos. Detenida por un policía, se desmaya al bajar del auto.
Foreman atiende a la paciente y le lleva el caso a House, quien se interesa de inmediato al saber que tuvo tres abortos espontáneos anteriores. 
El equipo se ha reducido porque la noche anterior Cameron renunció, emocionalmente afectada por el enfrentamiento frontal entre House y Vogler, el presidente del Consejo Directivo del hospital. Chase sostiene que es preeclampsia, pero Foreman discrepa porque la presión es normal y no hubo preeclampsia en los embarazos anteriores. House piensa en la posibilidad de estar frente a una autoinmunidad asociada con el embarazo y manda realizar un examen de sangre, una IRM para ver si hay vasculitis (inflamación de los vasos sanguíneos) y una ecografía, a la vez que le administra magnesio para prevenir una eventual preeclampsia.
Cuando los médicos la están atendiendo, la paciente no puede tragar un trozo de pera y se atora con la misma. Luego comienza a realizar trabajo de parto, que los médicos detienen inyectando terbutalina, debido a lo poco desarrollado que aún está el feto.
Chase insiste que es preeclampsia, pero House indica que el atragantamiento es un síntoma notable y ordena una endoscopía superior y una revisión de los párpados.
Chase y Foreman revisan a Naomi y descubren una inflamación en el esófago. Le realizan una radiografía y el diagnóstico es concluyente: cáncer de pulmón de células pequeñas (SCLC). Los síntomas que venía mostrando eran un síndrome paraneoplásico del cáncer de pulmón (síndrome de Eaton-Lambert). No es operable y es sumamente agresivo, con una tasa de supervivencia a cinco años del 10 al 15%. Naomi precisa ser tratada con quimioterapia y radioterapia ya mismo. Para eso debe provocarse el nacimiento del bebé antes, mediante cesárea, con un 80% de posibilidades de supervivencia. El padre está de acuerdo, pero Naomi quiere esperar una semana más, lo que elevaría la posibilidad de supervivencia del bebé a 90%, pero reduciría a meses la sobrevida de la madre.
House convence a uno de los investigadores de cáncer del hospital que el caso de Naomi (mutación del gen P53 en el codón 55) es perfecto para el trabajo que están haciendo sobre angiogénesis, con una tasa de cura completa del 30%. Pero para ello debe comenzar el tratamiento en dos días. Chase señala que eso no sería posible, porque el protocolo establece que el tratamiento contra el cáncer no puede iniciarse antes de 30 días luego de una cirugía mayor. Irónicamente, House menciona que una cesárea puede considerarse cirugía... "¿pero mayor?".
Naomi acepta hacerse la cesárea, pero Vogler ordena detenerla. House y Vogler se enfrentan a los gritos en el hall de acceso, y el empresario deja ver que el caso dañaría las estadísticas de los estudios. Cuddy presencia silenciosamente la discusión. 
Naomi sufre un embolia pulmonar, característica de su tipo de cáncer, y debe ser operada de urgencia. En esa situación los médicos aconsejan que lo mejor para el bebé es producir su nacimiento mediante cesárea, pero al mismo tiempo eso es malo para Naomi, con una alta probabilidad de morir. El esposo debe tomar la decisión y decide dar prioridad a la vida de su esposa. Durante la operación, la paciente presenta una hemorragia abdominal que le causará la muerte. House vuelve a hablar con el esposo, quien pese a su dolor termina aceptando que se realice la cesárea.

### Atención clínica de rutina
En la atención clínica de rutina, que House detesta porque lo aburre la ausencia de problemas médicos complejos, atiende a una bebé acompañada por los padres que tiene neumonía, pero House detecta un problema mayor por una súbita pérdida de peso. Los padres le informan que son vegetarianos y House les indica que eso daña a la niña, ya que necesita proteínas y grasas para desarrollarse, y ordena internarla para alimentarla por vía intravenosa. Cuando Cuddy se entera, manda notificar a las autoridades quienes proceden a detener a los padres, por supuesto incumplimiento de sus deberes legales. Sin embargo, los padres habían seguido las instrucciones de un nutricionista graduado. House sospecha entonces que el problema no era la dieta y descubre que la bebé padecía síndrome de DiGeorge, que le causó la atrofia del timo, frenando su desarrollo.

### Relaciones entre los personajes
Cuatro capítulos atrás Vogler, dueño de una empresa farmacéutica, había asumido como nuevo presidente del Hospital Escuela Princeton-Plainsboro con la filosofía de gestionarlo como si fuera un negocio y de inmediato chocó frontalmente con el Dr. House. La resistencia de House a someterse a las caprichosas reglas de Vogler, lo lleva a exigir al Consejo Directivo del Hospital el despido del médico. El Consejo, Wilson -que será obligado a renunciar por avalar a House- y sobre todo Cuddy se verán enfrentados a elegir entre perder a House o perder a Vogler y su dinero. Finalmente Cuddy rechaza la actitud del empresario que pretende actuar como si fuera el propietario del hospital, de los directivos y de los médicos y logra el apoyo para obligar a que se retire, pero lógicamente perdiendo también los 100 millones de dólares que había donado.     
Cameron, quien renunció en el capítulo anterior para "protegerse" de House, no aparece en este capítulo.

## Diagnóstico
Cáncer de pulmón de células pequeñas acompañado del síndrome miasténico de Eaton-Lambert.